# Twierdza Königstein
Twierdza Königstein – górska twierdza we wschodniej Saksonii, w Niemczech, nieopodal miasteczka Königstein, położona na płaskowyżu wznoszącym się 247 metrów nad poziom Łaby.

## Historia
Pierwszą budowlą na terenie obecnej twierdzy był wybudowany przez Czechów w XIII wieku zamek warowny, o którym pierwsze wzmianki pisemne pochodzą z 1241 roku. W Górnołużyckim dokumencie granicznym wymieniany jest jako „lapis regis”, czyli Kamień królewski. Zamek ten wyznaczał wtedy granicę między należącymi do Królestwa Czech Łużycami a Marchią Miśnieńską. Na początku XV wieku (1408 rok) saska dynastia panująca Wettynów przejęła go w swe posiadanie. Jednak dopiero w 1459 roku rejon ten został prawnie wcielony do Saksonii. W 1559 roku rozpoczęto przebudowę zamku na twierdzę, co trwało aż do 1731 roku. Za czasów panowania Augusta II, elektora saskiego i króla polskiego, bramę wjazdową ozdobiono kartuszem z herbem I Rzeczypospolitej. Wyjątkowym elementem wyposażenia twierdzy była wielka i bogato zdobiona beczka do wina o pojemności 239 hektolitrów, wykonana na zlecenie Augusta II Mocnego. Beczka była ozdobiona herbem Rzeczypospolitej. Oryginał beczki wywieziono w 1819 roku, obecna jest jego kopią.
Od 1588 twierdza pełniła także rolę więzienia. Za panowania króla Augusta II Mocnego w twierdzy byli więzieni m.in. Wolf Dietrich von Beichlingen, synowie Jana Sobieskiego, Jakub i Konstanty oraz kanclerz Jan Stanisław Jabłonowski.
Podczas II wojny światowej od października 1939 w twierdzy istniał Oflag IV B Königstein.

## Obiekty historyczne w twierdzy
Teren twierdzy zawiera następujące obiekty:
- stara zbrojownia – zbudowana w 1589 roku[2];
- budynek studzienny ze studnią o głębokości 152,5 m;
- zamek Magdaleny;
- nowa zbrojownia;
- zamek Fryderyka – barokowy budynek zbudowany w latach 1589–1591; przez Augusta II Mocnego przebudowany na pałacyk, w którym odbywały się dworskie zabawy[2];
- kościół garnizonowy;
- brama Ravelin.

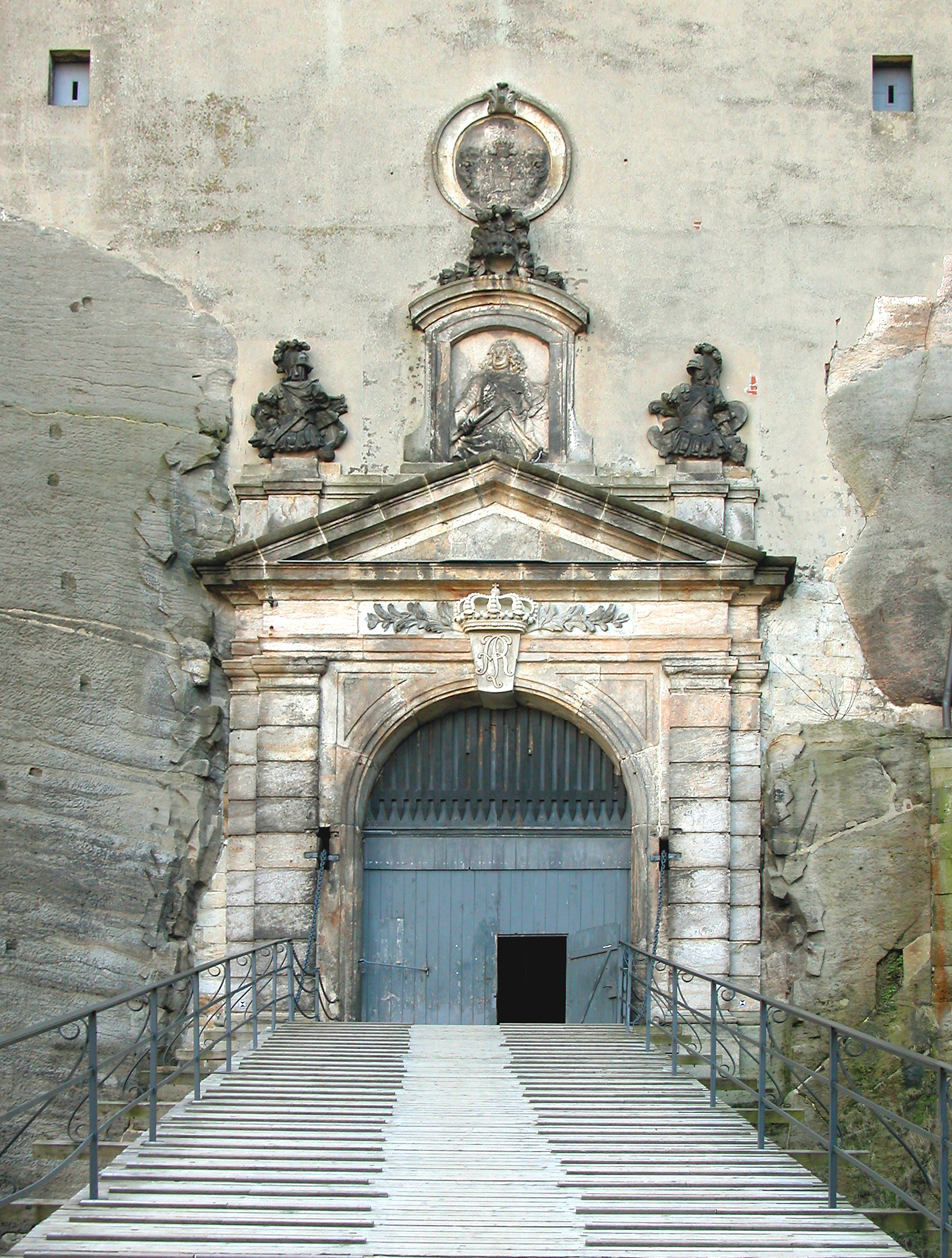
Portal
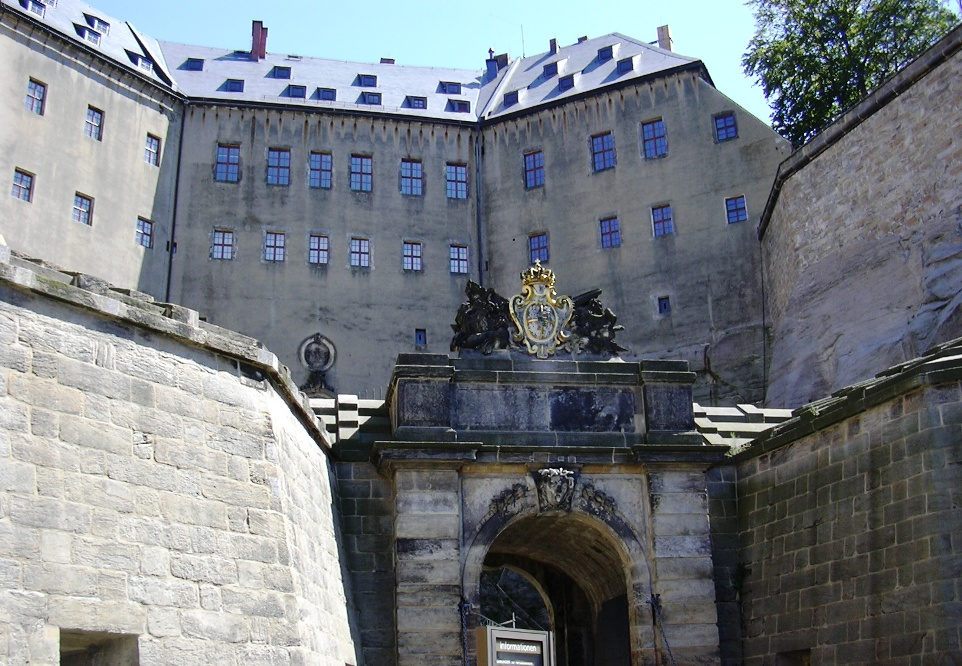
Brama z herbem Augusta II RON
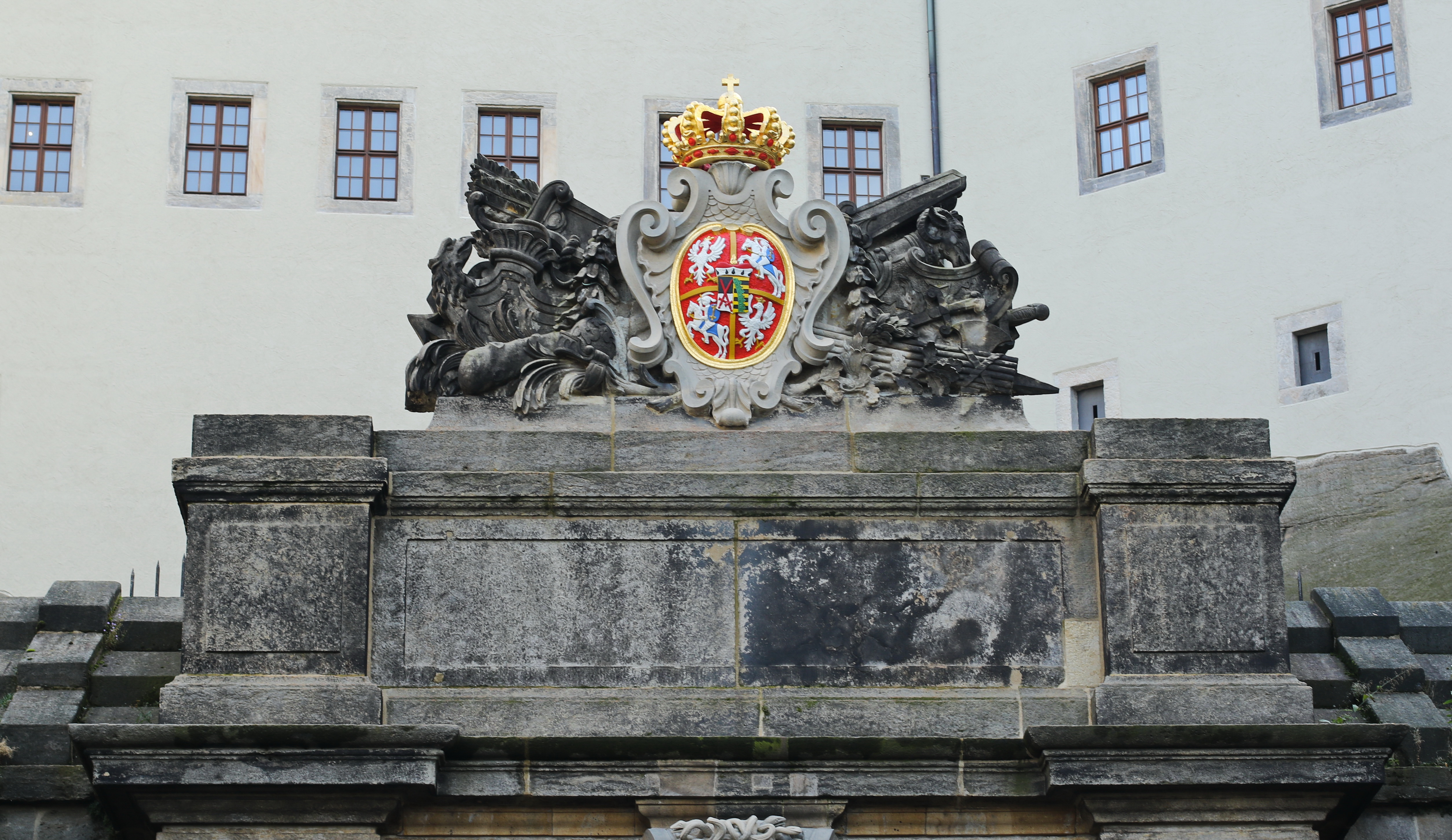
Herb Augusta II
Herb Augusta II
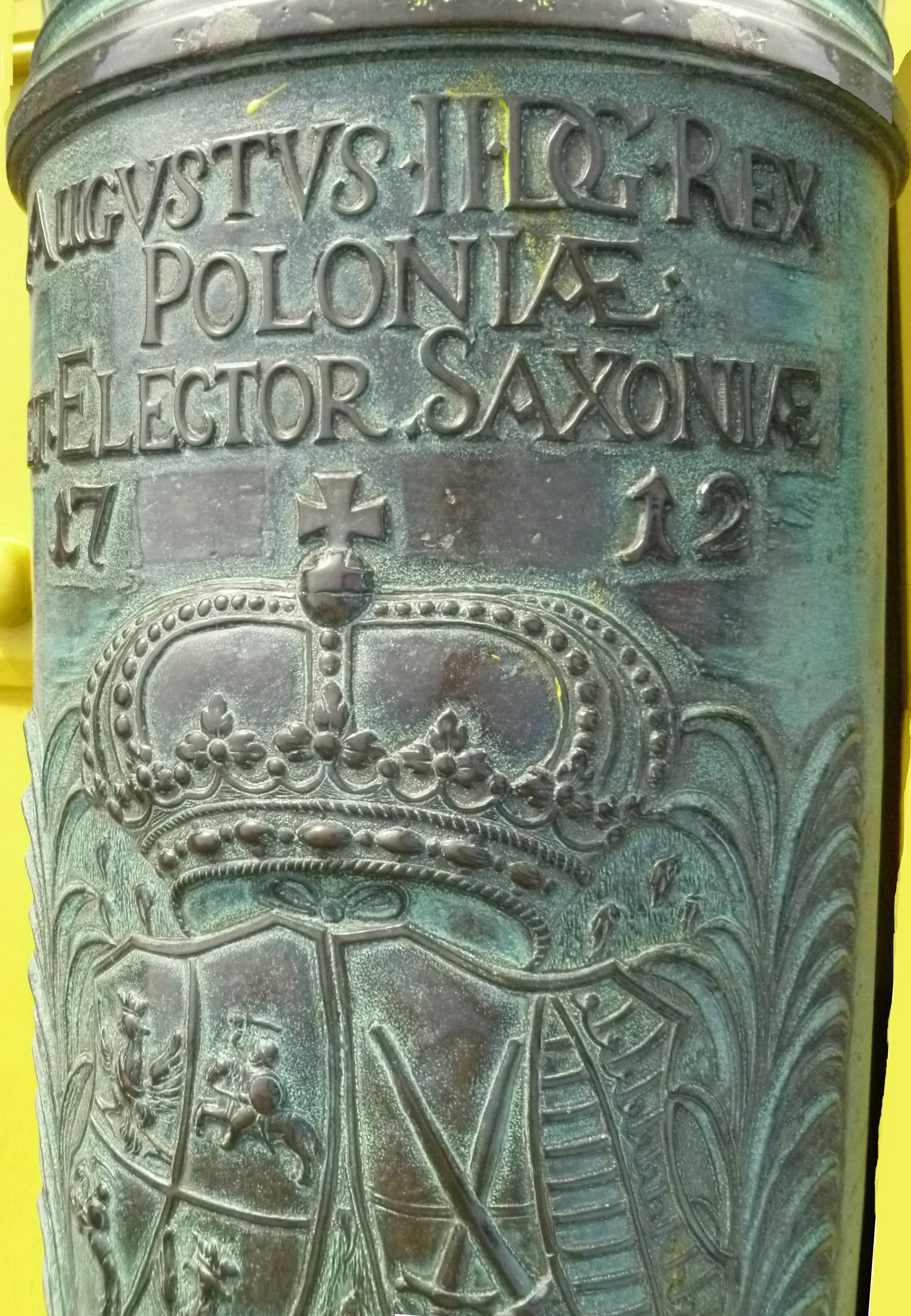
Herby na armacie Saksonii i RON
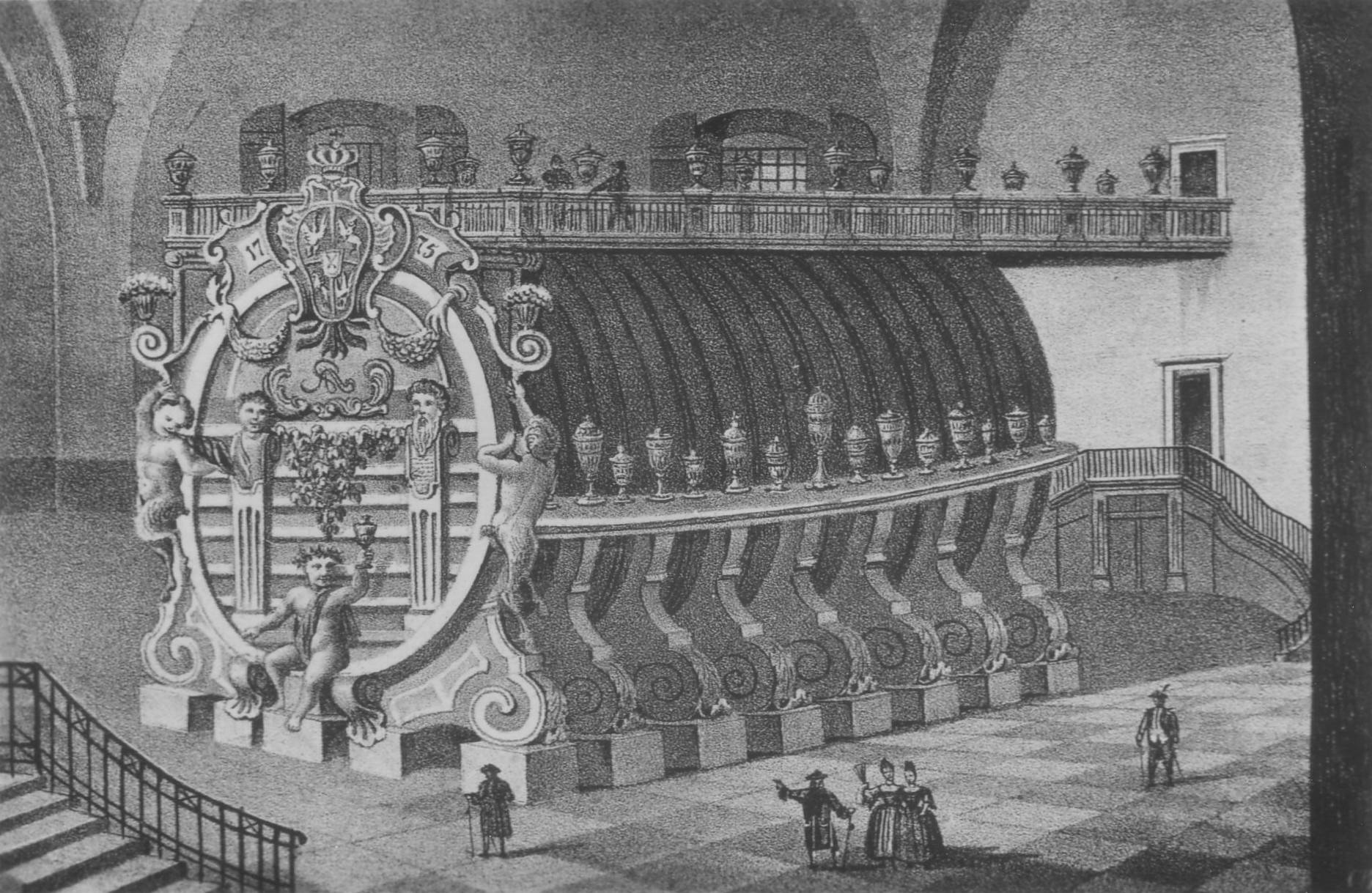
Beczka wina Augusta II, rys. z XIX w.